# Jesse G. James
Jesse Gregory James (Lynwood, California, 19 de abril de 1969) es un fabricante de motocicletas, productor, actor y una personalidad de la televisión estadounidense.

## Vida privada
Se casó con la actriz Sandra Bullock en 2005. Tiene tres hijos pertenecientes a anteriores matrimonios, uno proveniente de su matrimonio con Janine Lindemulder, anteriormente una estrella porno. En su matrimonio con Karla James fue padre de otros dos hijos. Estuvo nombrado entre las personas más sexys del planeta según la revista People en 2003.
En marzo de 2010 saltó a los medios de comunicación que había mantenido relaciones extramatrimoniales con la modelo Michelle McGee mientras éste estaba casado con la actriz Sandra Bullock. Por ello la actriz canceló su asistencia a la premier en Londres (Inglaterra) y en Berlín (Alemania) de The Blind Side, por la que ganó el Óscar a la mejor actriz, alegando «problemas personales imprevistos, pidiendo disculpas y agradeciendo el continuo apoyo a la película».
Con motivo de su infidelidad a la actriz, Jesse emitió un comunicado para pedir disculpas públicamente a la actriz y a su familia, afirmando que: «Esto ha causado dolor a mi mujer y a mis hijos y vergüenza más allá de lo comprensible. Estoy extremadamente entristecido por haberles traído esto y verdaderamente lo siento mucho por la pena que les he causado. Espero que un día puedan encontrar en sus corazones cómo perdonarme». Finalmente se divorció de Bullock en abril de 2010.
En 2010 entró en una clínica de rehabilitación en Tucson, Arizona por voluntad propia, aunque no se dio a conocer la adicción de la que iba a ser tratado. Se rumoreó con la posibilidad de que James fuera tratado por su adicción al sexo, ya que fue infiel a su esposa con cuatro mujeres diferentes.
El 26 de julio de 2011, Kat Von D anunció a través de su Twitter, la separación de la pareja:
«No estamos juntos pero por respeto a él, a su familia y a mí, esta es toda la información que voy a compartir». Por su parte, Jesse en declaraciones exclusivas a la revista People, dijo:  «Estoy muy triste porque realmente la quería [...] La distancia entre los dos ha sido demasiado», añadía resaltando el motivo de la ruptura.

## Carrera
Después de algunos años trabajando de guardaespaldas de grupos heavy metal, James abrió West Coast Choppers en 1992, en el garaje de la casa de su madre. La compañía creció rápidamente y se trasladó a un local más amplio y de allí salieron unas 200 motos, al tiempo que se metía también en coches tuneados, restaurantes y competiciones.
En el 2000 el Discovery Channel arrancó con el programa Motorcycle Mania, que seguía el día a día de nuestro protagonista. El éxito del reality-documental hizo que el Discovery le ofreciera Monster Garage, donde James y sus compañeros de trabajo, entre los que se encuentran numerosos mecánicos, modificaban vehículos con toda rapidez. James fue productor de un número indeterminado de episodios de dicho programa de televisión.
Poco después, James se mete a productor de otros aspectos, tales como "History of the Chopper", con algún indicio de relación con los "Hell's Angels"
Ya convertido en un personaje televisivo, empieza a salir en realities, con desigual resultado, y se mete en shows como Jesse James is a Dead Man (2009), en el que se juega la vida en desafíos extremos y stunts salvajes, con gran éxito de público, hasta el punto de que Marvel le llega a dedicar un cómic.
West Coast Choppers empezó vendiendo camisetas, pegatinas y parafernalia de moteros: cruces de Malta como marca de la casa, cascos alemanes, entre otras cosas. De hecho, la venta de motos apenas llegaba al 40 % del negocio. Más tarde comercializó bebidas.
Las 12-15 motos que fabrica anualmente, a un precio en torno a los 150 000 $ de media, no bastan para hacer rentable el negocio, pero sí sustentan la imagen que luego se vende en multitud de productos de marketing. Un genio del marketing social, dominador de la comunicación y los medios de comunicación.
Realizó una pequeña intervención como actor, sin acreditar, en la película de acción Torque:rodando al límite (2004), protagonizada por Ice Cube.
En 2008, participó en la octava temporada de The Apprentice (en la cual eran todos celebridades) en donde terminó en el puesto Nº 3.

## Problemas legales
En junio de 2008 se enfrentó a una demanda de 422 680 dólares por incumplimiento de contrato, por parte de Michael Jones, un cliente que contrató a Jesse James para que le  hiciera un coche personalizado. Michael Jones alegó que estuvo pagando 270 000 $ durante dos años y que el vehículo no se finalizó y que Jesse James le informó que finalmente costaría entre 600 000 y 700 000 dólares.
Paradójicamente en septiembre de 2010 se enfrentó a otra demanda, esta vez por parte de su abogado, por 327 522 dólares, por honorarios pendientes.